# Kożuun baj-tajgiński
Kużuun baj-tajgiński (ros. Бай-Тайгинский кожуун, tuwiński Бай-Тайга кожуун) – kożuun w północno-zachodniej części Tuwy. Graniczy z Chakasją od północy, Republiką Ałtaju od zachodu, oraz kożuunami: mongun-tajgińskim od południa i barun-chiemczyckim od wschodu. Położony w górnym masywie Baj-Tajgi.
Kużuun baj-tajgiński zamieszkuje 12 164 mieszkańców (1 stycznia 2006) na obszarze 7 922,82 km², co daje gęstość zaludnienia 1 os./km². Całość populacji stanowi ludność wiejska, gdyż na tym obszarze nie ma miast. 
Ośrodkiem administracyjnym tej jednostki podziału terytorialnego jest wieś Teeli.
Na terytorium kużuunu znajdują się dwa rezerwaty przyrody: „Kara-Chol” w okolicach wsi o tej samej nazwie, i „Kotlina Uwska”.
Kużuun baj-tajgiński podzielony jest na siedem sumonów (gmin wiejskich).